# St. Abundus (Groden)

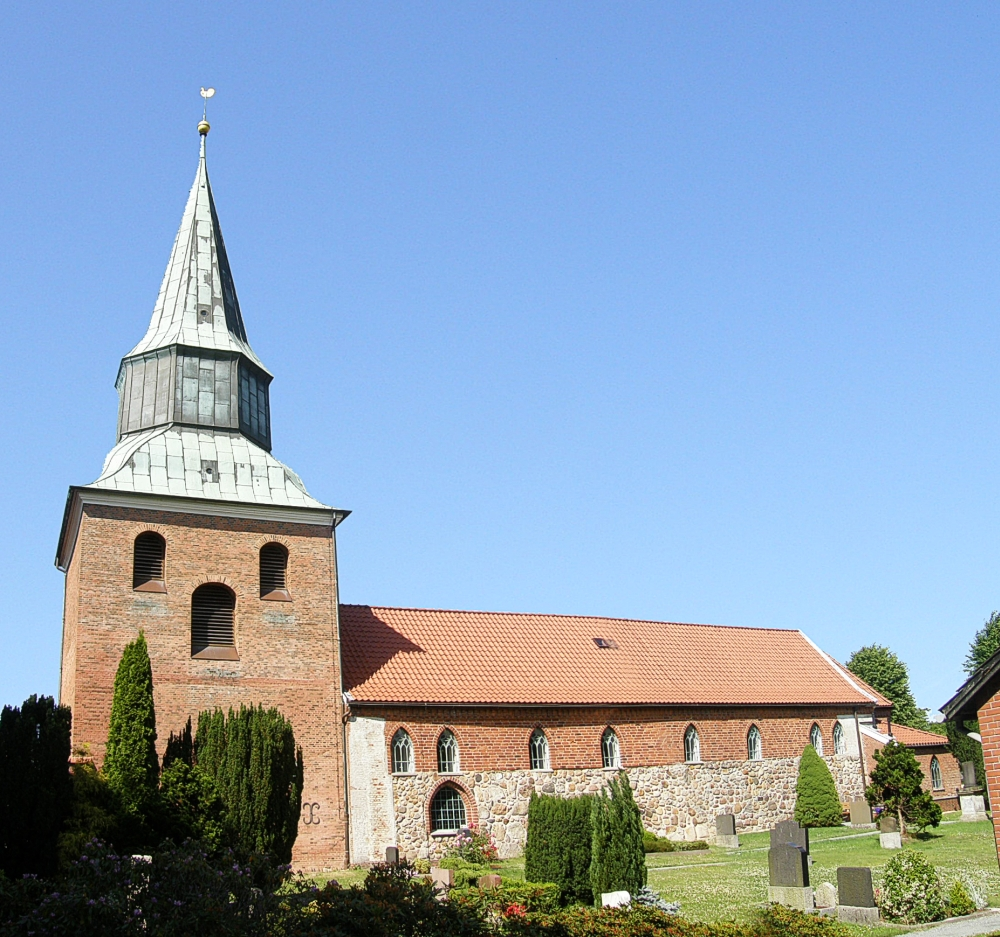
Kirche St. Abundus

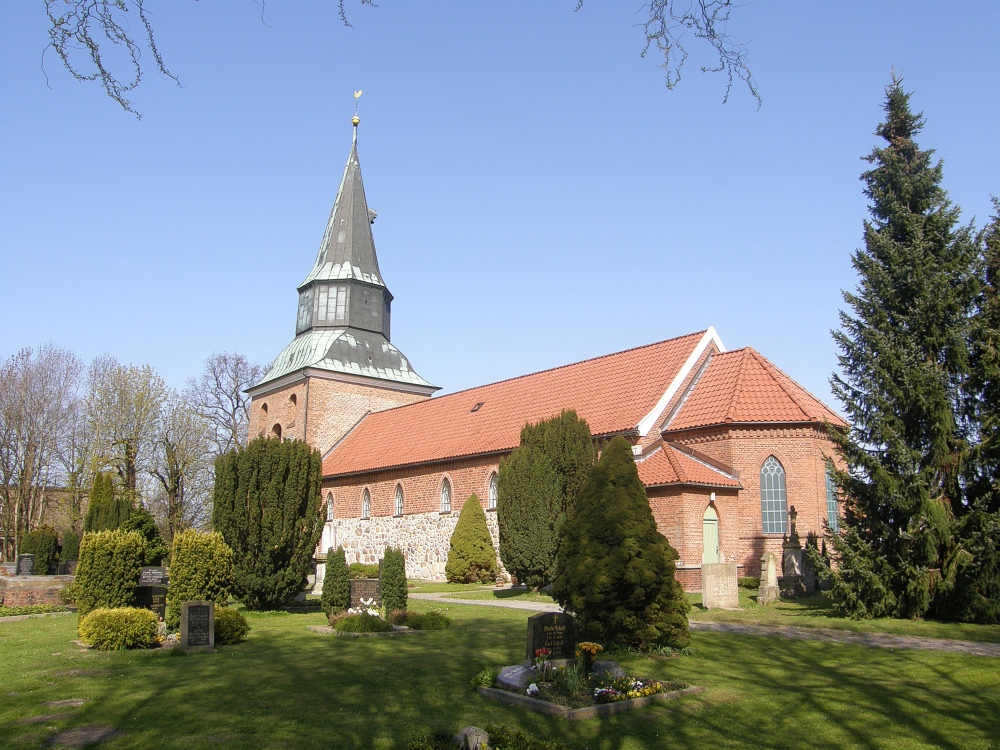
Kirche und Friedhof

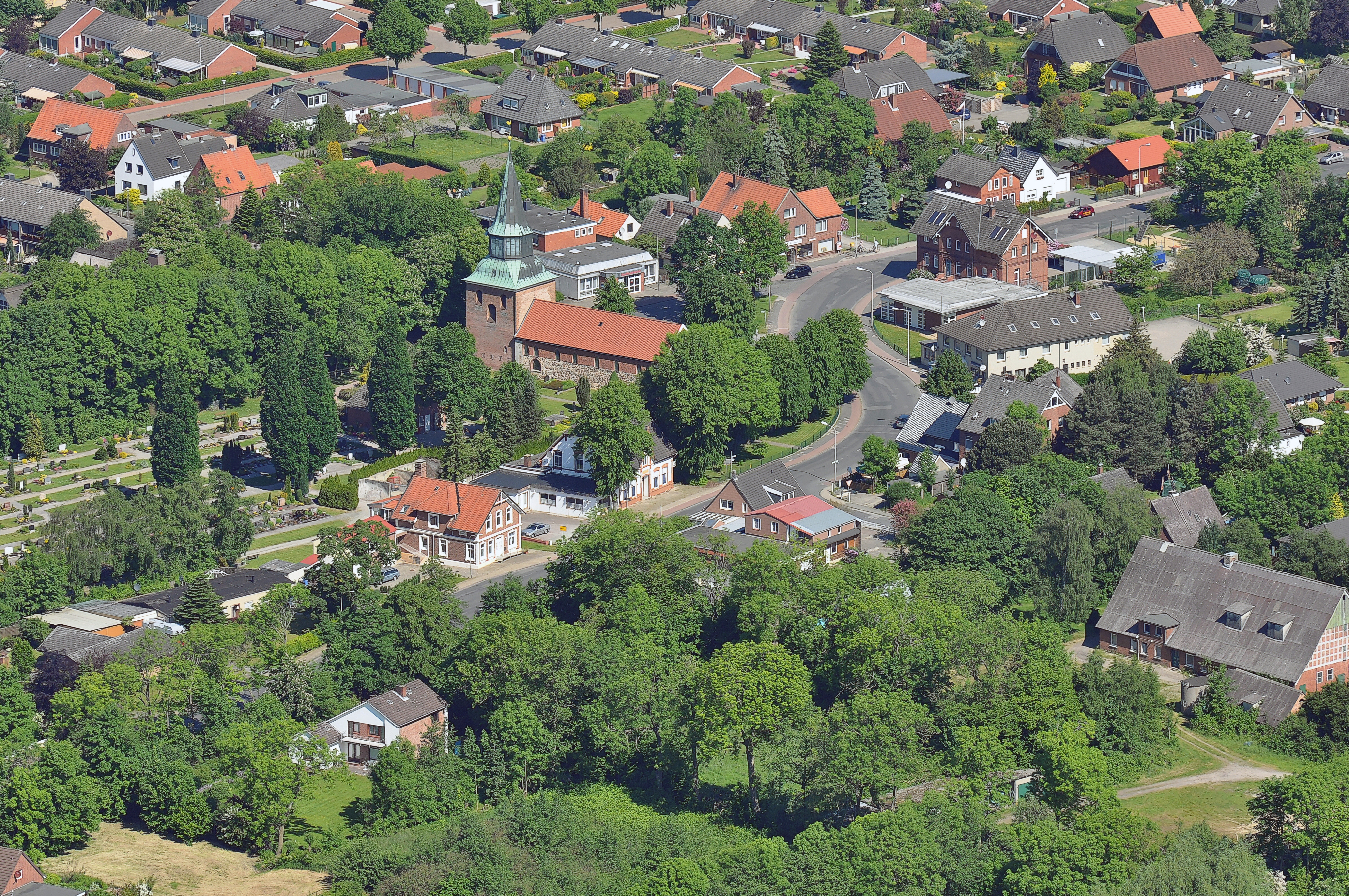
Kirche und Ort

Die Kirche St. Abundus in Cuxhaven-Groden, Bei der Grodener Kirche 3/4, steht unter niedersächsischem Denkmalschutz und ist in der Liste der Baudenkmale der Außenbezirke der Stadt Cuxhaven enthalten.

## Geschichte
Groden entstand im Mittelalter aus dem Zusammenschluss mehrerer Bauernhöfe und war später ein Kirchspiel, das 1394 zu Hamburg im Amt Ritzebüttel kam. Der Ortsteil hatte 1867, als die Kirche etwas erweitert wurde, 611 Einwohner und heute (2018) rund 3000.
Eine nicht nachgewiesene Holzkirche soll zwischen 1000 und 1200 entstanden sein. Der romanische einschiffige Saalbau aus massiven Feldsteinen vom (lt. Dehio) Anfang des 13. Jahrhunderts wurde nach der Eindeichung der Elbmarsch gebaut.
Der wuchtige quadratische Westturm von 1785 hat einen achteckigen Aufsatz mit einem spitzen Helm.
Der eingerückte polygonale 3/8-Chor aus Backstein stammt von 1868. Zur gleichen Zeit wurden die Wände des Kirchenschiffs mit Backsteinen erhöht und die Fenster verändert.

## Beschreibung

### Innenraum
Weiße Decke und weiße Wände, dazu der Barockaltar, mehrere Epitaphien und zahlreiche großformatige Votivbilder (17.–19. Jahrhundert) prägen das Innere. Das zweigeschossige Altarretabel von 1650 bis 1680 mit gewundenen Säulen und geschnitzten Ohren hat Statuen von 1686/87 von Albrecht Mitte, Hamburg. Die Kniebänke sind von um 1700. Die Kanzel von 1688 hat einen polygonalen Kanzelkorb mit gewundenen Ecksäulen und Apostelbildern in den Füllungen. Grabplatten vom 16.–18. Jahrhundert mit Inschriften und/oder Wappen ergänzen das Innere.

### Orgel
Die Orgel auf der Empore wurde 1870 von Franz Köllein gebaut. 1936 wurde sie von Furtwängler & Hammer umgebaut und 1954 bis 1956 von Emil Hammer Orgelbau restauriert. Ein weiterer Umbau erfolgte 1973  durch den Orgelbauer Alfred Führer. Danach hat das Instrument 18 Register auf zwei Manualen und Pedal.

### Glocken
Im Kirchturm hängen drei historische Glocken vom gleichen Gießer aus der Barockzeit, welche die Beschlagnahmen während der beiden Weltkriege schadlos überstanden haben. Nachdem bei einem Turmbrand 1699 die vorigen Glocken zerstört worden waren, goss Otto Struve aus Hamburg im Jahr 1700 aus den Resten ein neues dreistimmiges Bronze-Geläut.
| Glocke | Durchmesser | Gewicht | Schlagton |
| ------ | ----------- | ------- | --------- |
| 1      | 1228 mm     | 1050 kg | es'+6     |
| 2      | 1369 mm     | 1775 kg | e'-3      |
| 3      | 0997 mm     | 0570 kg | g'-1      |

## Kirchengemeinde

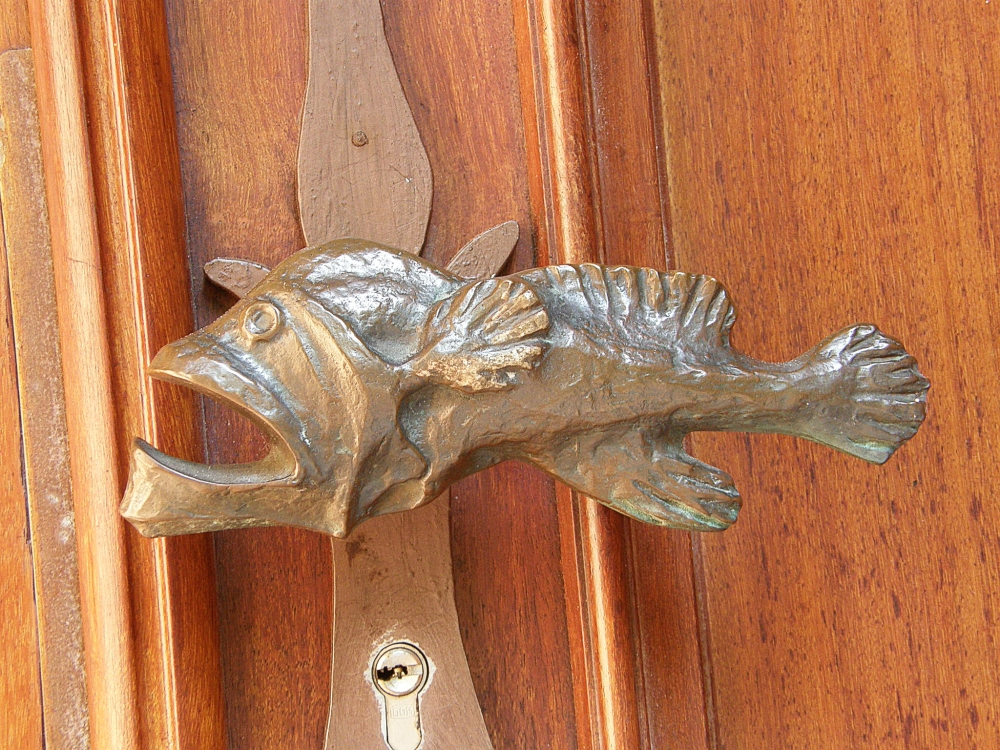
Türklinke

Die Evangelisch-lutherische Kirchengemeinde Cuxhaven-Groden / St. Abundus gehört zum Kirchenkreis Cuxhaven-Hadeln der Evangelisch-lutherischen Landeskirche Hannover. Sie hat eine Kindertagesstätte sowie Kreise für Kinder, Frauen, Senioren, Handarbeit, Chor und Eltern/Kind. Um die Kirche erstreckt sich der Friedhof der Gemeinde.
Die Kirche wurde nach dem Schutzheiligen Abundus (auch Habundus) benannt, der um 854 in Córdoba gegen den Islam gekämpft hatte; auch St. Abundus in Lassahn hat dasselbe Patrozinium.